# Puerto Princesa
Puerto Princesa è una città amministrativamente indipendente delle Filippine, capoluogo della Provincia di Palawan, nella Regione di Mimaropa. Pur facendo geograficamente parte della provincia ed essendone il capoluogo, la città è amministrativamente indipendente dalla stessa.
Puerto Princesa è formata da 66 barangay:
- Babuyan
- Bacungan
- Bagong Bayan
- Bagong Pag-asa (Pob.)
- Bagong Sikat (Pob.)
- Bagong Silang (Pob.)
- Bahile
- Bancao-bancao
- Barangay ng mga Mangingisda
- Binduyan
- Buenavista
- Cabayugan
- Concepcion
- Inagawan
- Inagawan Sub-colony
- Irawan
- Iwahig (Pob.)
- Kalipay (Pob.)
- Kamuning
- Langogan
- Liwanag (Pob.)
- Lucbuan
- Luzviminda
- Mabuhay (Pob.)
- Macarascas
- Magkakaibigan (Pob.)
- Maligaya (Pob.)
- Manalo
- Mandaragat
- Manggahan (Pob.)
- Maningning (Pob.)
- Maoyon
- Marufinas
- Maruyogon
- Masigla (Pob.)
- Masikap (Pob.)
- Masipag (Pob.)
- Matahimik (Pob.)
- Matiyaga (Pob.)
- Maunlad (Pob.)
- Milagrosa (Pob.)
- Model (Pob.)
- Montible (Pob.)
- Napsan
- New Panggangan
- Pagkakaisa (Pob.)
- Princesa (Pob.)
- Salvacion
- San Jose
- San Manuel
- San Miguel
- San Pedro
- San Rafael
- Santa Cruz
- Santa Lourdes
- Santa Lucia (Pob.)
- Santa Monica
- Seaside (Pob.)
- Sicsican
- Simpocan
- Tagabinit
- Tagburos
- Tagumpay (Pob.)
- Tanabag
- Tanglaw (Pob.)
- Tiniguiban